# Mount Iago
Mount Iago är ett berg i provinsen British Columbia i Kanada. Det ligger sydöst om vintersportorten Whistler i Garibaldi Provincial Park. Toppen på Mount Iago ligger 2 506 meter över havet och primärfaktorn är 124 meter. Närmaste högre bergstopp är Mount Fitzsimmons, 2 603 meter över havet, 0,6 km sydväst om Mount Iago. Runt Mount Iago finns flera glaciärer, Iago Glacier i norr, Diavolo Glacier i söder och Fitzsimmons Glacier i väster. Berget fick sitt namn efter rollfiguren Jago i pjäsen Othello i samband med 400-årsjubileet av William Shakespeares födelse.